# Louis-Aimé Maillart
Louis-Aimé Maillart (Montpellier, 24 maart 1817 – Moulins, 26 mei 1871) was een Frans componist en violist.

## Levensloop
Maillart studeerde vanaf 1833 aan het Conservatoire national supérieur de musique in Parijs bij Aimé-Ambroise-Simon Leborne, Jacques Fromental Halévy, Antoine Elwart (harmonie en compositie) bij Antonín Rejcha, Paul Guérin en bij André-Ernest-Modeste Grétry (viool). In 1841 kreeg hij de premier Premier Grand Prix de Rome voor zijn cantate Lionel Foscari. Hieraan was een drie jaar voortdurende studie in Rome verbonden. 
Na zijn terugkomst in Parijs begon zijn succes als componist met de première van de opera Gastibelza ou le Fou de Tolède op 15 november 1847 in het Théâtre-National, later Théâtre-Lyrique. Het geheel was geïnitieerd door Adolphe Adam. Er volgden verdere opera's aan de Opéra-Comique. Zijn opera's werden ook in België, Spanje, Engeland en Polen met succes uitgevoerd. Een bijzonder succes bereikte zijn opera  Les Dragons de Villars onder de titel Das Glöckchen des Eremiten in Duitsland en eveneens in New York. In Frankrijk beleefde zijn opera Lara een hoogtepunt. Naast opera's heeft Maillart ook diverse sacrale werken geschreven.
In 1860 werd hij benoemd tot legionair in de Orde van het Franse Legioen van Eer. Gedurende het beleg van Parijs in de jaren 1870/1871 verliet hij de Franse hoofdstad en vertrok naar Moulins in de Auverne.

## Composities

### Werken voor harmonieorkest
- Ouverture tot de opera "Les Dragons de Villars (Das Glöckchen des Eremiten)", bewerkt door Vilém Vacek
- Ouverture tot de opera "Les Dragons de Villars bewerkt door James Barnes, ook een versie bewerkt door Arie den Arend

### Missen en andere kerkmuziek
- Missen

### Muziektheater

#### Opera's
| Voltooid in | titel                          | aktes       | première                                   | libretto                                                                                       |
| ----------- | ------------------------------ | ----------- | ------------------------------------------ | ---------------------------------------------------------------------------------------------- |
| 1847        | Gastibelza ou le Fou de Tolède | 3 bedrijven | 15 november 1847, Parijs, Opéra-National   | Adolphe Philippe d'Ennery, Eugène Cormon (eigenlijk: Pierre-Etienne Piestre), naar Victor Hugo |
| 1849        | Le Moulin des tilleuls         | 1 akte      | 9 november 1849, Parijs, Opéra-Comique     | Julien de Mallian, Eugène Cormon                                                               |
| 1852        | La Croix de Marie              | 3 bedrijven | 19 juli 1852, Parijs, Opéra-Comique        | Lockroy (eigenlijk: Joseph Philippe Simon, Adolphe Philippe d'Ennery                           |
| 1856        | Les Dragons de Villars         | 3 bedrijven | 19 september 1856, Parijs, Théâtre-Lyrique | Eugène Cormon, Lockroy                                                                         |
| 1860        | Les Pêcheurs de Catane         | 3 bedrijven | 19 december 1860, Parijs, Théâtre-Lyrique  | Eugène Cormon, Michel Carré naar Alphonse de Lamartine                                         |
| 1864        | Lara                           | 3 bedrijven | 21 maart 1864, Parijs, Opéra-Comique       | Eugène Cormon, Michel Carré naar Lord Byron                                                    |

### Vocale muziek

#### Cantates
- 1841 Lionel Foscari, cantate